# Non ti scordar mai di me (EP)
Non ti scordar mai di me  è l'EP di debutto solista della cantante italiana Giusy Ferreri pubblicato il 27 giugno 2008 poco dopo la sua partecipazione alla prima edizione di X Factor, dove si è classificata al secondo posto.
Il singolo estratto dal disco è stato Non ti scordar mai di me, che ha riscosso un grande successo sia nelle vendite che nell'airplay radiofonico. Il brano si è rivelato essere uno dei tormentoni dell'estate 2008.

## Antefatti
Nell'aprile 2008 Giusy Ferreri partecipa ai provini per la prima edizione italiana di X Factor, dove viene notata dal giudice della categoria Over 25 Simona Ventura e da Cristiano Malgioglio; diventa la new entry della settima puntata. Durante la finale del programma presenta l'inedito Non ti scordar mai di me, scritto da Roberto Casalino e composto nelle musiche dallo stesso Casalino assieme a Tiziano Ferro.

## Tracce
1. Non ti scordar mai di me – 3:29 (testo: Roberto Casalino – musica: Tiziano Ferro, Roberto Casalino)
2. Remedios – 2:32 (testo: Gabriella Ferri)
3. Che cosa c'è – 2:29 (testo: Gino Paoli)
4. La bambola – 3:11 (testo: Patty Pravo)
5. Ma che freddo fa – 3:40 (testo: Franco Migliacci, Claudio Mattone)
6. Insieme a te non ci sto più – 3:08 (testo: Caterina Caselli)

Durata totale: 18:29

## Successo commerciale
L'extended play, certificato disco d'oro solo grazie alle vendite delle prenotazioni, esordisce direttamente alla 1ª posizione nella Classifica FIMI Album, mantenendo tale posizione per undici settimane consecutive. Secondo il resoconto annuale, stilato dalla rivista musicale Musica e dischi, Non ti scordar mai di me è risultato essere il quinto ed il quarto album più venduto in Italia nel mercato fisico (oltre 300 000 copie) e digitale (14 093 download digitali).
Il 12 gennaio 2009, in occasione della prima puntata della seconda edizione di X Factor, l'EP è stato certificato triplo disco di platino.

## Classifiche
| Classifica (2008) | Posizione massima |
| ----------------- | ----------------- |
| Italia            | 1                 |

### Classifiche di fine anno
| Classifica (2008) | Posizione |
| ----------------- | --------- |
| Italia            | 5         |